# 津村秀介
津村 秀介（つむら しゅうすけ、1933年12月7日 - 2000年9月28日）は、日本の推理作家、小説家。本名は飯倉 良（いいくら りょう）

## 略歴
神奈川県横浜市生まれ。
編集者、教科書会社勤務（このときの同僚に推理作家の中町信がいた）、新聞社の嘱託などを経て文筆業専業に。約20年にわたって週刊新潮に事件小説「黒い報告書」を書き続けた後、1982年に『影の複合』で作家デビュー。推理作家としての活動には鮎川哲也の強い推奨があった。
1984年には、「ルポライター浦上伸介」シリーズ第一作の『山陰殺人事件』を刊行。以降、シリーズを中心に、一年に3から4作を発表。
他に、ミステリーと純文学との融合を目指した長編「裏街」「孤島」があるが、三部作となるはずの「虚空」は未完に終わった。
作風は堅実で、難解で複雑なアリバイ崩しに加えて犯行の動機や社会的背景も重視するという本格派と社会派のテーマの融合が図られている。

## 主なテレビドラマ化

### 弁護士・高林鮎子
1986年から2005年にかけて日本テレビの火曜サスペンス劇場で放送されていた「弁護士・高林鮎子」はシリーズキャラクターはテレビドラマのオリジナルのものであるが、第2作から第34作までの時刻表トリックは津村作品を原作とするものであり、第2作から第34作までのクレジットでは「原作 津村秀介」と表示されている（詳細は「弁護士・高林鮎子」の項目参照のこと）。主演は眞野あずさ。

### 事件記者 浦上伸介
津村作品の代表作の一つである浦上伸介シリーズは、「事件記者 浦上伸介」として2001年からテレビ東京の女と愛とミステリー及びそれに続く水曜ミステリー9でシリーズ化され放送されている。主演は高嶋政伸。

## 作品
- 『偽りの時間』（光風社書店） 1972年
- 『影の複合』（エイコー・ノベルズ） 1982年、のちノン・ポシェット - 上掲『偽りの時間』を改題
- 『時間の風蝕 こだま269号から消えた女』（集英社文庫） 1983年、のちエイコー・ノベルズ、天山文庫、青樹社文庫、ケイブンシャ文庫、ジョイ・ノベルス
- 『黒い流域 相模川・酒匂川殺人事件』（栄光出版社） 1983年、のち集英社文庫、エイコー・ノベルズ、天山文庫、青樹社文庫、ケイブンシャ文庫、ワンツーポケットノベルス
- 『虚空の時差』（ノン・ポシェット） 1983年、のちエイコー・ノベルズ
- 『山陰殺人事件』（廣済堂ブルーブックス） 1984年、のち広済堂文庫、青樹社文庫、BIG BOOKS、ワンツーポケットノベルス
- 『紅葉坂殺人事件』（エイコー・ノベルズ） 1985年、のち講談社文庫、ケイブンシャ文庫、ワンツーポケットノベルス
- 『瀬戸内を渡る死者 鉄壁のアリバイ崩し』（講談社ノベルス） 1985年、のち講談社文庫、BIG BOOKS、広済堂文庫
- 『仙山線殺人事件』（廣済堂ブルーブックス） 1985年、のち広済堂文庫、BIG BOOKS、青樹社文庫、ケイブンシャ文庫、ジョイ・ノベルス
- 『宍道湖殺人事件 サングリアの罠』（カッパ・ノベルス） 1986年、のち光文社文庫、講談社文庫
- 『京都着19時12分の死者』（講談社ノベルス） 1986年、のち講談社文庫、光文社文庫
- 『寝台特急(ブルートレイン)18時間56分の死角』（エイコー・ノベルズ） 1986年、のち講談社文庫、ジョイ・ノベルス
- 『偽装運河殺人事件 アムステルダム死の交錯』（廣済堂ブルーブックス） 1987年、のち天山文庫、BIG BOOKS、青樹社文庫、広済堂文庫
- 『猪苗代湖殺人事件 新幹線4時間58分の死角』（カッパ・ノベルス） 1987年、のち光文社文庫、講談社文庫
- 『新横浜発12時9分の死者』（講談社ノベルス） 1987年、のち講談社文庫、光文社文庫
- 『天竜峡殺人事件』（天山ノベルス） 1988年、のち天山文庫、BIG BOOKS、青樹社文庫、ケイブンシャ文庫、ワンツーポケットノベルス
- 『北の旅 殺意の零石』（ノン・ノベル） 1988年、のちワンツーポケットノベルス
- 『諏訪湖殺人事件 L特急「あずさ」が招く殺意』（カッパ・ノベルス） 1988年、のち光文社文庫
- 『大阪経由17時10分の死者』（講談社ノベルス） 1988年、のち講談社文庫、光文社文庫
- 『昇仙峡殺人事件』（天山ノベルス)  1988年、のち天山文庫、BIG BOOKS、青樹社文庫、ワンツーポケットノベルス
- 『人を乗せない急行列車』（エイコー・ノベルス） 1988年、のち講談社文庫、ジョイ・ノベルス
- 『異域の死者 上野着17時40分の死者』（ジョイ・ノベルス） 1989年、のち講談社ノベルス、講談社文庫
- 『洞爺湖殺人事件 寝台特急「北斗星」23時32分の謎』（カッパ・ノベルズ） 1989年、のち光文社文庫、講談社文庫、ジョイ・ノベルス
- 『保津峡殺人事件』（ケイブンシャ文庫） 1989年
- 『西の旅 長崎の殺人』（ノン・ノベル） 1989年、のちノン・ポシェット
- 『松山着18時15分の死者』（講談社ノベルス） 1990年、のち講談社文庫、光文社文庫
- 『寝台急行銀河の殺意』（立風ノベルス） 1990年、のち講談社文庫、ワンツーポケットノベルス
- 『浜名湖殺人事件 富士-博多間37時間30分の謎』（カッパノベルス） 1990年
- 『最上峡殺人事件』（天山ノベルス） 1990年、のち講談社文庫、ジョイ・ノベルス
- 『小樽発15時23分の死者』（講談社ノベルス） 1990年、のち講談社文庫、光文社文庫
- 『恵那峡殺人事件』（天山ノベルス） 1991年、のち講談社文庫
- 『琵琶湖殺人事件 ハイパー有明14号「13時45分」の死角』（カッパ・ノベルズ） 1991年、のち光文社文庫
- 『横須賀線殺人事件』（ジョイ・ノベルス） 1991年、のち講談社文庫、広済堂文庫、ワンツーポケットノベルス
- 『雨の旅 角館の殺人』（ノン・ノベル） 1992年、のちノン・ポシェット
- 『能登の密室 金沢発15時54分の死者』（講談社ノベルス） 1992年、のち講談社文庫、光文社文庫
- 『湖畔の殺人』（ジョイ・ノベルス） 1992年、のち講談社文庫
- 『白樺湖殺人事件 L特急「あずさ13号」空白の接点』（講談社ノベルス） 1992年、のち講談社文庫、光文社文庫
- 『伊豆の死角』（ジョイ・ノベルス） 1993年、のち講談社文庫
- 『海峡の暗証 函館着4時24分の死者』（講談社ノベルス） 1993年、のち講談社文庫、光文社文庫
- 『裏街』（講談社文庫） 1993年
- 『真夜中の死者』（講談社文庫） 1993年
- 『東北線殺人事件 久慈・熱海殺人ルート』（ジョイ・ノベルス） 1993年、のち講談社文庫、ワンツーポケットノベルス
- 『奥入瀬・十和田湖殺人事件 「のぞみ13号」の消失』（カッパ・ノベルス） 1993年、のち光文社文庫
- 『飛騨の陥穽 高山発11時19分の死者』（光文社文庫） 1994年
- 『霧の旅 唐津の殺人』（ノン・ポシェット） 1994年
- 『定山渓・支笏湖殺人事件 寝台特急「エルム」の暗転』（カッパ・ノベルス） 1994年、のち光文社文庫
- 『山陰の隘路 米子発9時20分の死者』（講談社ノベルス） 1995年、のち講談社文庫
- 『孤島』（講談社） 1995年、のち講談社文庫
- 『葡萄 夜行列車が運ぶ殺意』（トクマノベルス） 1995年
- 『非情』（講談社ノベルズ） 1995年、のち改題文庫化『迂回の殺意 伊東着16時27分の死者』（講談社文庫） 1999年
- 『上高地・芦ノ湖殺人事件 山形新幹線・つばさ100号の「乗客」』（カッパ・ノベルス） 1995年、のち光文社文庫
- 『巴里の殺意 ローマ着18時50分の死者』（講談社ノベルス） 1996年、のち講談社文庫
- 『古都の喪章 臨時新幹線ひかり317号の死者』（青樹社） 1996年、のちBIG BOOKS、青樹社文庫、ワンツーポケットノベルス
- 『長崎異人館の死線 上野着6時26分の壁』（カッパ・ノベルス） 1996年、のち光文社文庫
- 『逆流の殺意 水上着11時23分の死者』（講談社ノベルス） 1997年、のち講談社文庫
- 『山峡の死角 冬の旅・飛騨路の殺人』（ノン・ノベル） 1997年、のち改題文庫化『冬の旅・飛騨路の殺人 山峡の死角』 (祥伝社文庫) 2000年
- 『加賀 兼六園の死線 特急サンダーバードの罠』（カッパ・ノベルス） 1997年、のち光文社文庫
- 『仙台の影絵 佐賀着10時16分の死者』（講談社ノベルス） 1998年、のち講談社文庫
- 『目撃 早朝新幹線が運ぶ殺意』（徳間書店） 1998年
- 『札幌月寒西の死線 寝台特急トワイライトエクスプレスの罠』（カッパ・ノベルス） 1998年、のち光文社文庫
- 『伊豆の朝凪 米沢着15時27分の死者』（講談社ノベルス） 1999年、のち講談社文庫
- 『毒殺連鎖 志摩の旅・新幹線の殺人』（ノン・ノベル） 1999年、のち改題『毒殺連鎖 春の旅・志摩からの殺人』（祥伝社文庫） 2002年
- 『京都銀閣寺の死線 18番ホームの夜行列車』（カッパ・ノベルス） 2000年、のち光文社文庫
- 『水戸の偽証 三島着10時31分の死者』（講談社ノベルス） 2000年、のち講談社文庫